# S/S Bore (1853)
S/S Bore var en svensk hjulångare och ångskonert som byggdes vid Motala Warf och levererades till handelshuset Schön & Co i Stockholm 1853.
Bore var byggt av järn på klink och var då det byggdes det största järnfartyget i Sverige. Hon sattes i trafik på sträckan Stockholm-Lübeck, som kunde avverkas på 42 timmar. På vägen anlöptes bland annat Kalmar och Ystad. År 1874 köptes Bore av Rederi AB Svea, efter det att detta rederi öppnat trafik på linjen Stockholm-Lübeck. År 1881 byggdes hon om till propellerdrift och lastfartyg vid W. Lindbergs Varvs- och Verkstads AB och sattes in på samma rutt med lasttrafik. En kort tid 1880–1882 gick hon dock i stället i rutt på ryska och baltiska hamnar. Hon utrangerades 1909 och skrotades vid Finnboda Varv.